# Blaste longipennis
Blaste longipennis är en insektsart som först beskrevs av Banks 1918.  Blaste longipennis ingår i släktet Blaste och familjen storstövsländor. Inga underarter finns listade i Catalogue of Life.